# 塔尼娅·迪马里奥
塔尼娅·迪马里奥（義大利語：Tania Di Mario，1979年5月4日—），意大利水球运动员。她曾代表意大利参加2004年、2008年、2012年和2016年夏季奥林匹克运动会水球比赛。